# Gasthaus Unterwirt (Fridolfing)

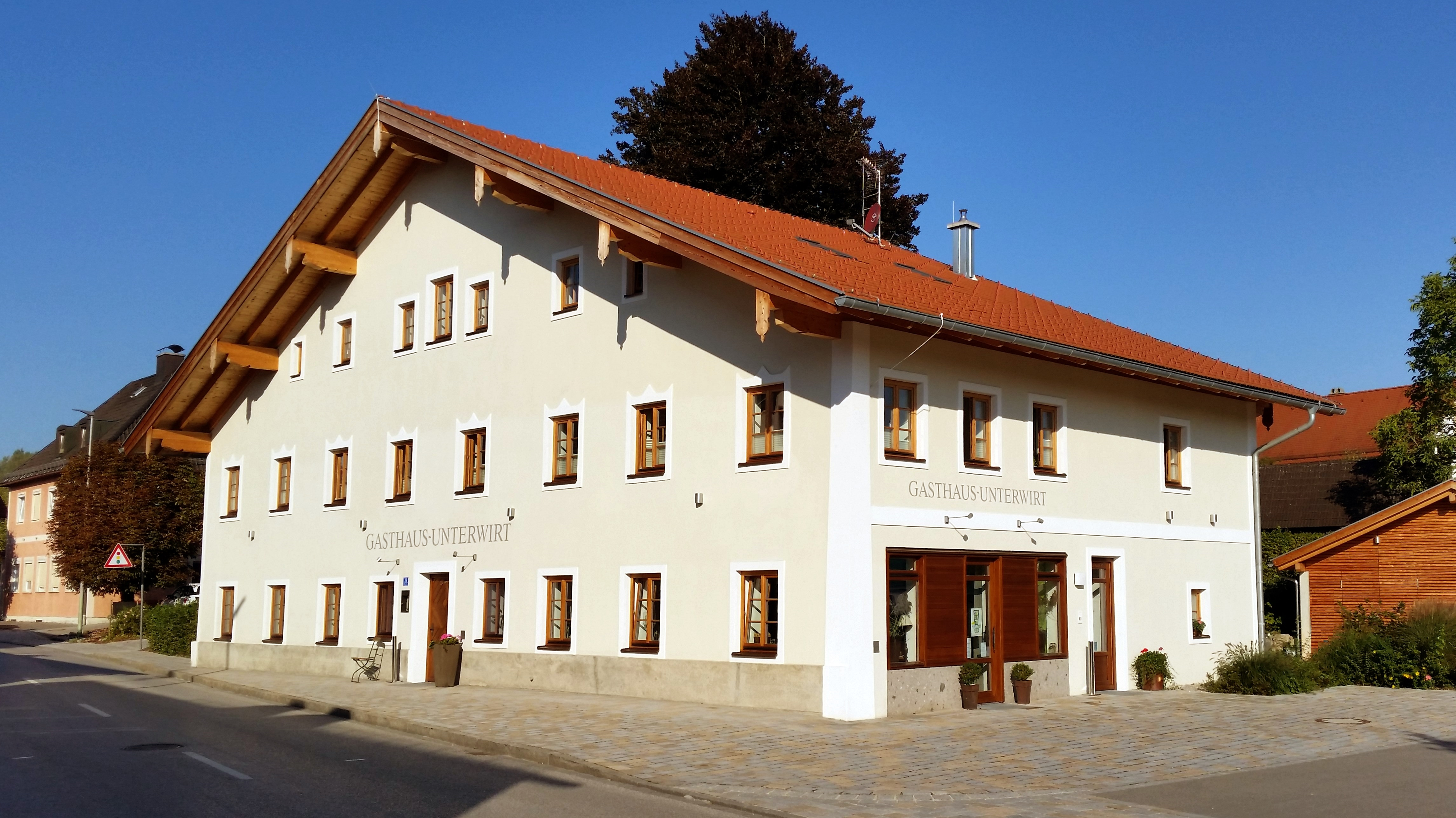
Gasthaus Unterwirt in Fridolfing

Das Gasthaus Unterwirt in Fridolfing, einer Gemeinde im oberbayerischen Landkreis Traunstein, wurde im 18. Jahrhundert errichtet. Das Gasthaus an der Hadrianstraße 26 ist ein geschütztes Baudenkmal.
Der breit gelagerte Flachsatteldachbau mit zwei Geschossen und mit profilierten Lichtöffnungen besitzt eine ungewöhnlich breite Giebelseite. Die Fassade mit acht Fensterachsen weist keine architektonischen Gliederungselemente auf. Die Erschließung des Hauses erfolgt über einen Längsfletz, die Gasträume liegen in der westlichen Hälfte. Im Obergeschoss befindet sich ein neuzeitlich umgebauter Saal.
An der Schmalseite wurde bei der letzten Renovierung ein größerer Eingangsbereich geschaffen.